# Tōru Takemitsu
Tōru Takemitsu (jap. 武満 徹 Takemitsu Tōru;  ur. 8 października 1930 w Tokio, zm. 20 lutego 1996 tamże) – japoński kompozytor muzyki współczesnej. Zajmował się także estetyką i teorią muzyki.
W swojej twórczości łączył elementy muzyki i filozofii Wschodu i Zachodu. Wierzył, że muzyka porządkuje codzienne dźwięki, czyniąc je istotnymi i zrozumiałymi. Dążył do inkorporacji dźwięków naturalnych oraz do zestawiania i godzenia przeciwieństw takich jak Wschód i Zachód, dźwięk i cisza, tradycja i innowacja. Uprawiał większość podstawowych form muzyki instrumentalnej i wokalno-instrumentalnej oraz muzykę filmową. Zajmował się niemal wszystkimi współczesnymi technikami kompozytorskimi. Skomponował kilkaset utworów, napisał muzykę do blisko 100 filmów, opublikował 20 książek. Był najbardziej wpływowym japońskim kompozytorem XX wieku.

## Życiorys

### Pierwsze wpływy i inspiracje
Już we wczesnej młodości Takemitsu fascynował się muzyką zachodniego kręgu kulturowego. Początkowo, przed II wojną światową, był to amerykański jazz odtwarzany z płyt gramofonowych jego ojca. Po wojnie – europejska muzyka poważna nadawana przez radio rozgłośni armii amerykańskiej stacjonującej w powojennej Japonii. Słuchał wtedy kompozycji Debussy’ego, Ravela, Schönberga, Berga, Weberna, będących ogromną inspiracją we wczesnym okresie jego twórczości. Poza muzyką interesował się także innymi dziedzinami sztuki (współczesnym malarstwem, teatrem, filmem, poezją) i filozofią. Niemały wpływ na rozwój jego estetyki miały w owym czasie dyskusje z kompozytorem Yasuji Kiyose, który sporadycznie udzielał mu również porad w zakresie podstaw kompozycji.
Zasadniczo Takemitsu był muzycznym samoukiem. Samodzielnie kształtował swoją artystyczną osobowość, jednak nie stronił od wiedzy i doświadczenia  wybitnych artystów. Toshi Ichiyanagi zapoznał go z twórczością europejskich awangardzistów (Messiaena, Stockhausena i Nono), a Fumio Hayasaka wprowadził w świat muzyki filmowej, kontaktując z reżyserem Akirą Kurosawą, z którym później Takemitsu wielokrotnie współpracował.
Zadebiutował 7 grudnia 1950 utworem fortepianowym Lento in due movimenti, wykonanym przez Haruko Fujitę na koncercie w Tokio. Kompozycja została zdyskredytowana przez krytykę komentarzem „to jeszcze nie muzyka”.

### Poszukiwanie nowych środków wyrazu
W 1951 był jednym z założycieli Jikken Kōbō, eksperymentalnego warsztatu skupiającego muzyków, poetów, rzeźbiarzy i malarzy, którzy – zainspirowani zachodnimi trendami we współczesnej sztuce – programowo odchodzili od tradycyjnych japońskich wartości artystycznych. Ta interdyscyplinarna grupa liczyła 12 artystów i działała nieprzerwanie do 1957, a jej awangardowe eksperymenty nierzadko wywoływały sensację w świecie artystycznym . Takemitsu skomponował wówczas m.in. Uninterrupted Rest I  (1952), utwór na fortepian, napisany w nieregularnym tempie bez zaznaczania taktów oraz Concerto de chambre (1955) na 13 instrumentów dętych.
Dużo eksperymentował z awangardowymi technikami wykonawczymi. Uprawiał muzykę elektroniczną, nadając taśmie magnetofonowej rolę pełnoprawnego instrumentu (Relief statique, 1955). Taśma służyła mu też do muzycznych kolaży brzmienia realnego i artystycznego w ramach muzyki konkretnej (Water Music, 1960). Interesował się dwunastotonowym serializmem Schönberga i ciszą Weberna. Wykorzystywał wokalizę, używając tylko głosek „a” i „i” („Ai” jap. „miłość”) wymawianych na różne sposoby przez dwóch aktorów (Vocalism A·I, 1956). Stosował indeterminizm i graficzną notację partytury np. w kompozycjach Ring (1961), Corona for pianist(s) (1962) i Corona II for string(s) (1962). Posługiwał się też aleatoryzmem (A Flock Descends Into the Pentagonal Garden, 1977). Arc (1963–1966, popr. 1976), obszerny 6-częściowy utwór na fortepian i orkiestrę, jest niejako skarbnicą technik stosowanych przez Takemitsu, łączącą modalność (Messiaen), serializm (Schönberg), indeterminizm i notację graficzną (Cage), itd.
Pierwszą kompozycją Takemitsu, która wzbudziła międzynarodowe zainteresowanie i stała się odskocznią do jego światowej kariery było Requiem for Strings (1957), dedykowane pamięci Hayasaki. Premiera utworu odbyła się 20 czerwca 1957 w wykonaniu Tokijskiej Orkiestry Symfonicznej pod batutą Masashiego Uedy. Dwa lata później Igor Strawinski odwiedził Japonię i po wysłuchaniu Requiem z najwyższym uznaniem wyrażał się o Takemitsu, oczarowany nieustającą intensywnością brzmienia jego utworu. We wrześniu 1960 utwór ten został nagrodzony na I Festiwalu Muzyki Współczesnej w Tokio. W następnych latach kompozycje Takemitsu zostały docenione przez zachodni świat muzyczny. Kompozytor otrzymywał zamówienia na utwory od prestiżowych orkiestr i instytucji muzycznych, (m.in. Orkiestra Symfoniczna NHK, nowojorska Fundacja Kusewickiego), był też wielokrotnie nagradzany na konkursach muzyki współczesnej (Światowe Dni Muzyki ISCM, 1962 i 1965, Japanese Art Festival, 1966).

### Rozwój indywidualności artystycznej
W 1964 został zaproszony do przeprowadzenia wspólnie z Johnem Cage'em serii wykładów w the East–West Center of Hawaii w Honolulu. Kilka miesięcy później wraz z Cage'em i Ichiyanagi zainscenizował w Tokio happening. Wydarzenia te stały się przyczynkiem do zmiany nastawienia Takemitsu do rodzimego dziedzictwa kulturowego, dotąd nieobecnego w jego twórczości. Po latach przyznał, że to przez kontakty z Johnem Cage'em docenił wartość swojej własnej tradycji.
W 1966 napisał Eclipse na biwę i shakuhachi – swój pierwszy koncert na tradycyjne instrumenty japońskie, powierzając jego wykonanie wirtuozom tych instrumentów (Kinshi Tsuruta i Katsuya Yokoyama). Rok później, na zamówienie Filharmonii Nowojorskiej z okazji jej 125 rocznicy powstania, skomponował November Steps (1967), rodzaj podwójnego koncertu, w którym również wykorzystał biwę i  shakuhachi. Celem kompozytora nie było osiągnięcie potencjalnego współbrzmienia, ale podkreślenie zasadniczej różnicy w barwie brzmienia pomiędzy instrumentami japońskimi i zachodnimi. Instrumenty japońskie wykorzystywał później w wielu swoich utworach, np. In an Autumn Garden (1973–1979) został napisany dla orkiestry gagaku, a Voyage (1973) był skomponowany na trzy biwy .
Przez ostatnie 20 lat Takemitsu zaczął stopniowo odchodzić od gęsto fakturowanych chromatycznych klastrów i masywnego brzmienia. Jego muzyka stawała się bardziej delikatna i nastrojowa, o wyraźnie zróżnicowanej harmonii i barwie. W 1988 w wywiadzie udzielonym New York Times stwierdził, że zachodnia muzyka lat 50. i 60. stała się przeintelektualizowana. „Kompozytorzy zaczęli skupiać się na funkcjonalności dźwięku, w wyniku czego muzyka straciła swoją zmysłowość”. Czerpiąc z tradycji japońskiego ogrodu, poszukiwał w muzyce współistnienia naturalnego piękna i sformalizowanych form. Sam siebie nazywał „ogrodnikiem muzyki”. Natura, zwłaszcza woda, stała się główną inspiracją i wiodącym tematem jego twórczości, m.in. w takich utworach jak: Green (1968), Garden Rain (1974), A Flock Descends Into the Pentagonal Garden (1977), Rain Tree (1981), Toward the Sea (1981), Rain Coming (1982), riverrun (1984), I Hear the Water Dreaming (1987).

### Muzyka filmowa
Takemitsu zajmował się muzyką filmową w dużej mierze z powodów finansowych. Podobnie jak większość współczesnych kompozytorów odrzucał propozycje stałego zatrudnienia na stanowisku wykładowcy akademickiego. Jego źródłem dochodu były utwory komponowane na zamówienie różnych instytucji artystycznych oraz muzyka pisana na zamówienie przemysłu filmowego. Stworzył muzykę do blisko 100 filmów, w tym autorstwa najlepszych współczesnych japońskich reżyserów, jak Akira Kurosawa, Hiroshi Teshigahara, Masaki Kobayashi, Nagisa Ōshima i in.
Takemitsu podchodził całościowo do tworzenia kompozycji filmowej, co nie było powszechnie przyjętym zwyczajem. Uczestniczył w tworzeniu filmu niemal od początku. Często odwiedzał plan filmowy, dyskutował z reżyserem nie tylko o muzyce, ale też o koncepcji filmu, jego  scenariuszu i scenografii. Był aktywnym i kreatywnym uczestnikiem każdego etapu produkcji. Gdy jednak przychodziło do komponowania, Takemitsu wolał pracować sam. Następnie z odpowiednim zespołem muzycznym nagrywał muzykę na taśmę i miksował ją w obecności reżysera.
Jego muzyka filmowa była pełna eksperymentalnych akcentów, budujących klimat i dramaturgię filmu, a tym samym istotnie wpływających na emocje widza. Z równą uwagą rozważał koncepcję użycia dźwięku i ciszy. Brzmienie, jego barwa i artykulacja stawały się pierwszorzędnym środkiem kształtującym nastrój. Na przykład w Kobiecie z wydm (1964) przekształcił elektronicznie muzykę nagraną z tradycyjną orkiestrą, osiągając efekt brzmienia jakby z zaświatów. Zaś w Kwaidan (1964), Samuraj Rebellion (1967) i Dodes'kaden (1970), wykorzystał perkusję w niezwykły i osobliwie barwny sposób. Z dramaturgicznego punktu widzenia, muzyka Takemitsu eliminowała pleonazm obrazu i ścieżki dźwiękowej. Niekiedy nawet zamieniała się miejscami z dialogiem, częściowo go wytłumiając i sprowadzając do roli tła (np. w Ran Kurosawy). Ten zamierzony rozdźwięk dawał zaskakujący efekt dramaturgiczny.

## Nagrody i wyróżnienia
|  | - Prix Italia (1958) - Karuizawa Contemporary Music Festival (1958) - Tokyo Contemporary Music Festival (1960 i 1961) - Światowe Dni Muzyki ISCM (1962 i 1965) - Japanese Art Festival (1966) - Otaka Prize (1976 i 1981) - Suntory Music Award (1990) - IMC-UNESCO Music Prize (1991) - Grawemeyer Award for Music Composition (University of Louisville) (1994) - Glenn Gould Prize (1996), pośmiertnie - Musica Viva Australia (1960) - London Music Digest (1973) - Evenings for New Music (Uniwersytet Stanu Nowy Jork w Buffalo) (1977) | - Deutsche Akademie der Künste (1979) - Amerykańska Akademia Sztuki i Literatury (1984) - Order Sztuki i Literatury (1985) - Académie des Beaux-Arts (1986) - Królewska Akademia Muzyczna (1994) - Nagroda Japońskiej Akademii Filmowej; za muzykę do filmu Imperium namiętności (1979) - Los Angeles Film Critics Association Award; za muzykę do filmu Ran (1985) - Nagroda Japońskiej Akademii Filmowej; za muzykę do filmu Ran (1986) - Nagroda Japońskiej Akademii Filmowej; za muzykę do filmu Rikyu (1990) - Nagroda The Film Music Society, Los Angeles; za całokształt osiągnięć (1995) - Nagroda Japońskiej Akademii Filmowej; za muzykę do filmu Sharaku (1996) |

Toru Takemitsu Composition Award – nagroda przyznawana corocznie (od 2013) kompozytorom młodego pokolenia. Jak dotąd jedynym polskim laureatem tej nagrody jest Marcin Stańczyk.

## Wybrane kompozycje
|  | - Requiem for String Orchestra (1957) - Music of Tree (1961) - The Dorian Horizon (1966) - Green (1967) - Winter (1971) - A Flock Descends into the Pentagonal Garden (1977) - A Way A Lone II na orkiestrę smyczkową (1981), (też wersja na kwartet smyczkowy, 1980) - Dreamtime (1981) - Rain Coming na orkiestrę kameralną (1982) - Dream/Window (1985) - Twill by Twilight – In Memory of Morton Feldman (1988) - Tree Line na orkiestrę kameralną (1988) - Visions (1990) I Mystère II Les yeux clos - How slow the Wind (1991) - Archipelago S. dla 21 muzyków (1993) - Scene: na wiolonczelę i orkiestrę smyczkową (1958) - Arc Part I na fortepian i orkiestrę (1963–1966, popr. 1976) I Pile (1963) II Solitude (1966) III Your love and the crossing (1963) - Arc Part II na fortepian i orkiestrę (1964–1966, popr. 1976) I Textures (1964) II Reflection (1966) III Coda ... Shall begin from the end (1966) - November Steps na biwę, shakuhachi i orkiestrę (1967) - Asterism na fortepian i orkiestrę (1967) - Eucalypts I na flet, obój, harfę i orkiestrę smyczkową (1970) - Autumn na biwę, shakuhachi i orkiestrę (1973) - Quatrain na klarnet, skrzypce, wiolonczelę, fortepian i orkiestrę (1975) - Far calls. Coming, far! na skrzypce i orkiestrę (1980) - Toward the Sea II na flet altowy, harfę i orkiestrę smyczkową (także Toward the Sea wersja na flet altowy i gitarę (1981)) - To the Edge of Dream na gitarę i orkiestrę (1983) - Orion and Pleiades na wiolonczelę i orkiestrę (1984) - riverrun na fortepian i orkiestrę (1984) - I Hear the Water Dreaming na flet i orkiestrę (1987) - Nostalghia – In Memory of Andriej Tarkowski na skrzypce i orkiestrę smyczkową (1987) - A String Around Autumn na altówkę i orkiestrę (1989) - From Me Flows What You Call Time na 5 instrumentów perkusyjnych i orkiestrę (1990) - Fantasma/Cantos na klarnet i orkiestrę (1991) - Quotation of Dream na 2 fortepiany i orkiestrę (1991) - Fantasma/Cantos II na puzon i orkiestrę (1994) | - Le Son Calligraphé I–III na 4 skrzypiec, 2 altówki i 2 wiolonczele (1958–1960) - Ring na flet, gitarę tercjową i lutnię (1961) - Corona II for string(s) na orkiestrę smyczkową, notacja graficzna we współpracy z Kōhei Sugiura (1962) - Arc for Strings, notacja graficzna (1963) - Valeria na skrzypce, wiolonczelę, gitarę, elektryczne organy i 2 flety piccolo (1965) - Eucalypts II na flet, obój o harfę (1971) - In an Autumn Garden na orkiestrę gagaku (1973 poprawione 1979) - Garden Rain na zespół instrumentów dętych blaszanych (1974) - Waves na klarnet, waltornię, 2 puzony i bęben wielki (1976) - Quatrain II na klarnet, skrzypce, wiolonczelę i fortepian (1977) - A Way a Lone na kwartet smyczkowy (1981) - Rocking Mirror Daybreak na dwoje skrzypiec (1983) - Signals from Heaven – dwie antyfonalne fanfary dla 2 zespołów instrumentów dętych blaszanych (1987) I Day Signal II Night Signal - And then I knew 'twas Wind na flet, altówkę i harfę (1992) - Romance (1949) - Lento in Due Movimenti (1950, niepublikowane, oryginał zniszczony, przepisany jako Litany, 1989) - Piano Distance (1961) - Corona for pianist(s) na 1 lub więcej fortepianów, notacja graficzna we współpracy z Kōhei Sugiura (1962) - Crossing na 1 lub więcej fortepianów, notacja graficzna we współpracy z Kōhei Sugiura (1962) - For Away (1973) - Les yeux clos (1979) - Rain Tree Sketch (1982) - Litany – In Memory of Michael Vyner (1950, przepisane ze zniszczonego oryginału Lento in Due Movimenti, 1989) - Rain Tree Sketch II – In Memoriam Olivier Messiaen (1992) - Folios (1974) - 12 Songs for Guitar (1974, popr. 1977) - The Last Waltz (1983) - A Boy Named HIROSHIMA (1987) - All in Twilight – Four pieces for guitar dedykowane Julianowi Breamowi (1987) - Bad Boy (1961, popr. 1992) - A Pieces for guitar – For the 60th birthday of Sylvano Bussotti (1991) - Equinox (1993) - In the Woods – Three pieces for guitar (1995) | - Masque na 2 flety (195,9 popr. 1960) - Eclipse na biwę i shakuhachi (1966) - Voice (1971) - Itinerant – In Memory of Isamu Noguchi (1989) - Paths na trąbkę solo (1994) - Air (1995, ostatni opublikowany utwór) - Pułapka, reż. Hiroshi Teshigahara (1962) - Harakiri, reż. Masaki Kobayashi (1962) - Kobieta z wydm, reż. Hiroshi Teshigahara (1964) - Kwaidan, czyli opowieści niesamowite, reż. Masaki Kobayashi (1964) - Skrytobójstwo, reż. Masahiro Shinoda (1964) - Twarz innego, reż. Hiroshi Teshigahara (1966) - Bunt, reż. Masaki Kobayashi (1967) - Podwójne samobójstwo, reż. Masahiro Shinoda (1969) - Dodes'ka-den, reż. Akira Kurosawa (1970) - Imperium namiętności, reż. Nagisa Ōshima (1978) - Ran, reż. Akira Kurosawa (1985) - Czarny deszcz, reż. Shōhei Imamura (1989) - Wschodzące słońce, reż. Philip Kaufman (1993) |

## Publikacje
- Toru Takemitsu: Confronting Silence. Fallen Leaf Press, 1995. ISBN 0-914913-36-0. (ang.). Brak numerów stron w książce
- Takemitsu, Toru, with Cronin, Tania and Tann, Hilary, „Afterword”, Perspectives of New Music, vol. 27, no. 2 (Summer, 1989), 205–214, (ang.) (subscription access)
- Takemitsu, Tōru, (trans. Adachi, Sumi with Reynolds, Roger), „Mirrors”, Perspectives of New Music, vol. 30 no. 1 (Winter, 1992), 36–80, (ang.) (subscription access)
- Takemitsu, Toru, (trans. Hugh de Ferranti) „One Sound”, Contemporary Music Review, vol. 8, part 2, (Harwood, 1994), 3–4, (ang.) (subscription access)
- Takemitsu, Tōru, „Contemporary Music in Japan”, Perspectives of New Music, vol. 27 no. 2 (Summer, 1989), 198–204, (ang.) (subscription access)